# Scolopendra pinguis
Scolopendra pinguis är en mångfotingart som beskrevs av Pocock 1891. Scolopendra pinguis ingår i släktet Scolopendra och familjen Scolopendridae.
Artens utbredningsområde är Myanmar. Inga underarter finns listade i Catalogue of Life.